# NuGet
NuGet은 마이크로소프트에서 비주얼 스튜디오에서 개발 확장으로 공개한 자유 오픈 소스 패키지 관리자 프로그램이다. 비주얼 스튜디오 2012부터 NuGet이 기본적으로 사전 설치되어 있고, NuGet은 SharpDevelop과 통합되기도 한다. 또한 명령줄에서 NuGet을 사용할 수 있으며 스크립트로 자동화할 수 있다. 주로 닷넷 프레임워크의 패키지와 C++로 작성된 네이티브 패키지(CoApp 보관됨 2015-10-04 - 웨이백 머신 지원)를 지원한다.

## 초콜리티
초콜리티(Chocolatey)는 윈도우 NT용으로 개발된 소프트웨어 패키지용 시스템 수준 패키지 관리자 및 설치 프로그램이다. NuGet의 기반과 윈도우 파워셸을 사용하여 윈도우 시스템에 소프트웨어를 설치하는 자동화 도구를 제공하는 실행 엔진으로, 사용자 관점에서 프로세스를 단순화하도록 설계되었다.
Chocolatey는 윈도우 파워셀 5.0의 PackageManagement 모듈(이전에는 'OneGet')로 불러들일수 있다.

## 같이 보기
- C++
- 닷넷 프레임워크
- 비주얼 스튜디오